# 那不勒斯冰淇淋
那不勒斯冰淇淋（英語：Neapolitan ice cream）是由香草、草莓和巧克力冰淇淋組成的冰淇淋，因推測起源於意大利的那不勒斯，以及將冰淇淋帶到美国的那不勒斯移民而命名。这类冰淇淋也叫三色冰淇淋。
傳統上的意大利冰淇淋包括綠色的開心果冰淇淋，對應意大利國旗的綠、白、紅三色，但傳入美國後被更受歡迎的巧克力取代。